# Fontainemelon
Fontainemelon (toponimo francese) è una frazione di 1 633 abitanti del comune svizzero di Val-de-Ruz (Canton Neuchâtel).

## Geografia fisica
Fontainemelon si trova nella valle Val-de-Ruz formata dal fiume Le Seyon, a nord del lago di Neuchâtel.

## Storia
Già comune autonomo che si estendeva per 2,45 km² e che comprendeva anche la frazione di Les Loges, in seguito all'esito favorevole del referendum del 27 novembre 2011 il 1º gennaio 2013 è stato aggregato agli altri comuni soppressi di Boudevilliers, Cernier, Chézard-Saint-Martin, Coffrane, Dombresson, Engollon, Fenin-Vilars-Saules, Fontaines, Le Pâquier, Les Geneveys-sur-Coffrane, Les Hauts-Geneveys, Montmollin, Savagnier e Villiers per formare il nuovo comune di Val-de-Ruz.

## Monumenti e luoghi d'interesse
- Chiesa parrocchiale riformata, eretta nel 1902[2].

## Società

### Evoluzione demografica
L'evoluzione demografica è riportata nella seguente tabella:
Abitanti censiti

## Economia
L'economia locale si basa prevalentemente sul settore secondario (industria orologiera).